# Melipona interrupta
Melipona interrupta là một loài Hymenoptera trong họ Apidae. Loài này được Latreille mô tả khoa học năm 1811.

## Hình ảnh

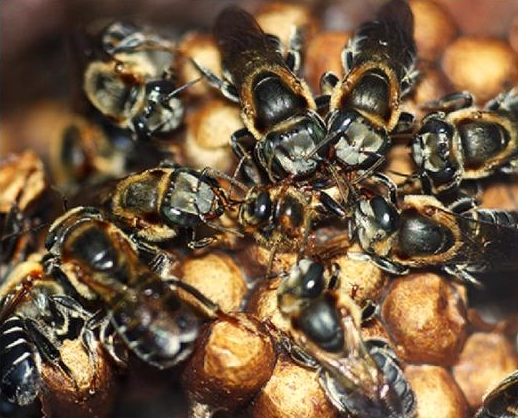